# Areceae
Classification APG IV (2016)
Tribu
Areceae est une tribu de plantes appartenant à la sous-famille Arecoideae de la famille Arecaceae. On peut considérer, actuellement, les sous-tribus suivantes, : 

## Caractéristiques
Les représentants des Areceae sont de petits à grands palmiers, ils peuvent être sans tige, debout ou, rarement, grimpants. Les feuilles sont pennées ou, entières et en deux parties. Les extrémités des feuillets sont entières ou prémorse (déchiquetées à l’extremité). Les gaines foliaires forment généralement une tige de couronne, mais cela peut également être absent.
Les inflorescences sont sous ou entre les feuilles, elles sont en forme d'épi ou fortement ramifiées. Les bractées sur l'inflorescence consistent généralement en une feuille de couverture et une seule bractée sur la tige de l'inflorescence. Les fleurs sont dans la zone inférieure de l'inflorescence en triades, distalement puis souvent seulement individuellement et par paires, puis seulement plus que les fleurs mâles. Les triades sont souvent enfoncées dans l'axe. Les fleurs femelles ont des pétales libres ou fusionnés dans la zone la plus basse. Les staminodes sont pour la plupart libres, très rarement fusionnés pour former un anneau bien visible. Le gynécée est un pseudomonomère, il semble donc ne comporter qu'un seul carpelle .
La cicatrice qui reste sur le fruit est basale ou apicale. L'exocarpe est lisse.

## Distribution
Les représentants de cette tribu sont basés principalement dans la région indo-pacifique. L'aire de répartition s'étend de Madagascar au sud de l'Inde et de l'Asie du Sud-Est au nord, presque jusqu'au Japon, au sud de l'Indonésie et au nord de l'Australie et  à la partie nord de la Nouvelle-Zélande. La biodiversité est particulièrement élevée sur l'arche des îles du Pacifique occidental.

## Tribu desAreceae
D’après la dernière classification des Arecaceae établie par Baker & Dransfield en 2016 cette tribu compte onze sous-tribu avec une soixantaine de genres. Avec une dizaine de genres non encore placés.

### Sous-tribu desArchontophoenicinae
- Actinorhytis
- Archontophoenix
- Actinokentia
- Chambeyronia
- Kentiopsis

### Sous-tribu desArecinae
- Areca
- Nenga
- Pinanga

### Sous-tribu desBasseliniinae
- Basselinia
- Burretiokentia
- Cyphophoenix
- Cyphosperma
- Lepidorrhachis
- Physokentia

### Sous-tribu desCarpoxylinae
- Carpoxylon
- Satakentia
- Neoveitchia

### Sous-tribu desClinospermatinae
- Cyphokentia
- Clinosperma

### Sous-tribu desDypsidinae
- Dypsis
- Lemurophoenix
- Marojejya
- Masoala

### Sous-tribu desLaccospadicinae
- Calyptrocalyx[a]
- Linospadix
- Howea
- Laccospadix

### Sous-tribu desOncospermatinae
- Oncosperma
- Deckenia
- Acanthophoenix
- Tectiphiala

### Sous-tribu desPtychospermatinae
- Ptychosperma
- Ponapea[b]
- Adonidia
- Balaka[c]
- Veitchia[d]
- Carpentaria
- Wodyetia
- Drymophloeus[e]
- Normanbya
- Brassiophoenix
- Ptychococcus
- Jailoloa[f]
- Manjekia[f]
- Wallaceodoxa[f]

### Sous-tribu desRhopalostylidinae
- Rhopalostylis
- Hedyscepe

### Sous-tribu desVerschaffeltiinae
- Nephrosperma
- Phoenicophorium
- Roscheria
- Verschaffeltia

### Genres non placés de la tribu desAreceae
- Bentinckia
- Clinostigma
- Cyrtostachys
- Dictyosperma
- Dransfieldia
- Heterospathe
- Hydriastele
- Iguanura
- Loxococcus
- Rhopaloblaste